# (15136) 2000 EE93
2000 إي إي 93 (ويعرف أيضًا باسم (15136) 2000 إي إي 93 وفق تسمية الكوكب الصغير) (بالإنجليزية: 2000 EE93)‏ هو كويكب ضمن حزام الكويكبات؛ وترتيبه 15136 من حيث الاكتشاف.
اكتُشف هذا الجُرم الفلكي بواسطة بحث لنكولن عن الكويكبات القريبة من الأرض في 9 مارس 2000.

## وصلات خارجية
- (15136) 2000 EE93 في قاعدة بيانات مختبر الدفع النفاث لأجرام النظام الشمسي الصغيرة

- الاكتشاف · مخطط المدار ·  العناصر المدارية · المعلمات المادية

- (15136) 2000 EE93 على موقع ويكي سكاي: DSS2, SDSS, GALEX, IRAS, Hydrogen α, X-Ray, Astrophoto, Sky Map, Articles and images